# Campeonato Uruguaio de Futebol de 1972
O Campeonato Uruguaio de Futebol de 1972 foi a 41ª edição da era profissional do Campeonato Uruguaio. O torneio consistiu em uma competição com dois turnos, no sistema de todos contra todos. O campeão foi o Nacional.

## Classificação

### Primeira fase
| Pos | Equipe              | Pts | J  | V  | E  | D  | GP | GC | SG  |
| --- | ------------------- | --- | -- | -- | -- | -- | -- | -- | --- |
| 1°  | Nacional            | 36  | 22 | 16 | 4  | 2  | 55 | 21 | 34  |
| 2°  | Peñarol             | 28  | 22 | 10 | 8  | 4  | 26 | 13 | 13  |
| 3°  | Defensor            | 26  | 22 | 9  | 8  | 5  | 25 | 14 | 11  |
| 4°  | Huracán Buceo       | 23  | 22 | 6  | 11 | 5  | 23 | 17 | 6   |
| 5°  | Cerro               | 23  | 22 | 10 | 3  | 9  | 28 | 31 | -3  |
| 6°  | Liverpool           | 22  | 22 | 7  | 8  | 7  | 20 | 19 | 1   |
| 7°  | River Plate         | 21  | 22 | 6  | 9  | 7  | 23 | 21 | 2   |
| 8°  | Sud América         | 21  | 22 | 6  | 9  | 7  | 20 | 23 | -3  |
| 9°  | Rentistas           | 20  | 22 | 5  | 10 | 7  | 14 | 23 | -9  |
| 10° | Danubio Fútbol Club | 18  | 22 | 4  | 10 | 8  | 26 | 31 | -5  |
| 11° | Bella Vista         | 17  | 22 | 5  | 7  | 10 | 24 | 43 | -19 |
| 12° | Central Español     | 9   | 22 | 0  | 9  | 13 | 24 | 52 | -28 |

|  | Campeão e classificado à Libertadores de 1973. |
|  | Classificado à Libertadores de 1973.           |
|  | Rebaixado à Segunda Divisão.                   |

Promovido para a próxima temporada: Montevideo Wanderers.
| Campeonato Uruguaio de 1972   |
| ----------------------------- |
| Nacional Campeão (31º título) |